# Lucious Jackson
Lucious Brown "Luke" Jackson, Jr., (San Marcos, 31 de outubro de 1941 – Houston, 12 de outubro de 2022) foi um basquetebolista profissional estadunidense que defendeu o Philadelphia 76ers entre 1964 e 1972.

## Biografia
Lucious Jackson jogou na NCAA pela Universidade do Texas e entrou no Draft da NBA em 1964 tendo sido a quarta escolha, selecionado pelo próprio Philadelphia 76ers. Com a equipe, conquistou a temporada da NBA de 1966–67.
Integrou a seleção estadunidense que obteve a medalha de ouro nos XVIII Jogos Olímpicos de Verão em 1964 realizados em Tóquio.
Morreu em 12 de outubro de 2022, aos oitenta anos de idade, em um hospital em Houston.